# Dyszobaba
Dyszobaba – wieś sołecka w Polsce położona w województwie mazowieckim, w powiecie makowskim, w gminie Różan nad Narwią.
Miejscowość leży przy drodze krajowej nr 61, która łączy Warszawę z Augustowem.
W latach 1975–1998 miejscowość administracyjnie należała do województwa ostrołęckiego.
Wierni kościoła rzymskokatolickiego należą do parafii św. Stanisława w Sieluniu.